# Wendell Lawrence
Wendell Lawrence, född 6 juli 1967, är en friidrottare från Bahamas. Han deltog vid olympiska sommarspelen 1992.